# Xã Huntington, Quận Adams, Pennsylvania
Xã Huntington (tiếng Anh: Huntington Township) là một xã thuộc quận Adams, tiểu bang Pennsylvania, Hoa Kỳ. Năm 2010, dân số của xã này là 2.369 người.